# Хуан Мэнла
Хуа́н Мэнла́ (кит. упр. 黃蒙拉, пиньинь Huáng Mēnglà, англ. Mengla Huang; род. 1980, Шанхай) — китайский скрипач.
Окончил Шанхайскую консерваторию (класс Ю Лина) и в 2006 г. стал самым молодым преподавателем в истории этого учебного заведения. Занимался также в лондонской Королевской академии музыки у Дьёрдя Паука.
В 2001 г. выиграл первый Международный конкурс музыкантов в Сэндае, в 2002 г. — Международный конкурс скрипачей имени Паганини, завоевав также специальный приз за лучшее исполнение каприсов Паганини. Записал несколько дисков с виртуозным исполнением пьес Паганини, Тартини, Сарасате, Венявского, Крейслера и др.
Преподаёт в Шанхайской консерватории. Является приглашённым профессором Музыкальной академии Исикавы. Был членом жюри крупных конкурсов в Китае и других странах мира, включая Международный конкурс скрипачей в Сендае.